# Universidad de los Llanos
Die Universidad de los Llanos (Abkürzung Unillanos, deutsch Universität der Ebenen) in Villavicencio ist eine koedukative Universität im Departamento del Meta in Kolumbien. Ursprünglich wurde sie am 11. November 1974 als Universidad Tecnológica de los Llanos Orientales gegründet.
Die Universität der Llanos ist die Hochschule für das Gebiet von Orinokien und versteht sich als ein Ort der die Bewohner der Landschaft mit Fachleuten und Wissenschaftlern mit Sensibilität und Wertschätzung für das historische, soziale, kulturelle und ökologische Erbe der Menschheit, zusammenführt. Hauptinteresse ist es zur Lösung der ökologischen Probleme Orinokiens und des Landes beizutragen.
Es gibt insgesamt fünf Fakultäten:
- Agrarwissenschaften und natürliche Ressourcen
- Grundlegende Wissenschaften und Technik
- Geistes- und Bildungswissenschaften
- Wirtschaftswissenschaften
- Gesundheitswissenschaften